# Bourbon-Lancy
Bourbon-Lancy ist eine französische Stadt mit 4656 Einwohnern (Stand 1. Januar 2022) im Département Saône-et-Loire in der Region Bourgogne-Franche-Comté. Ihre Einwohner heißen Bourbonniens.

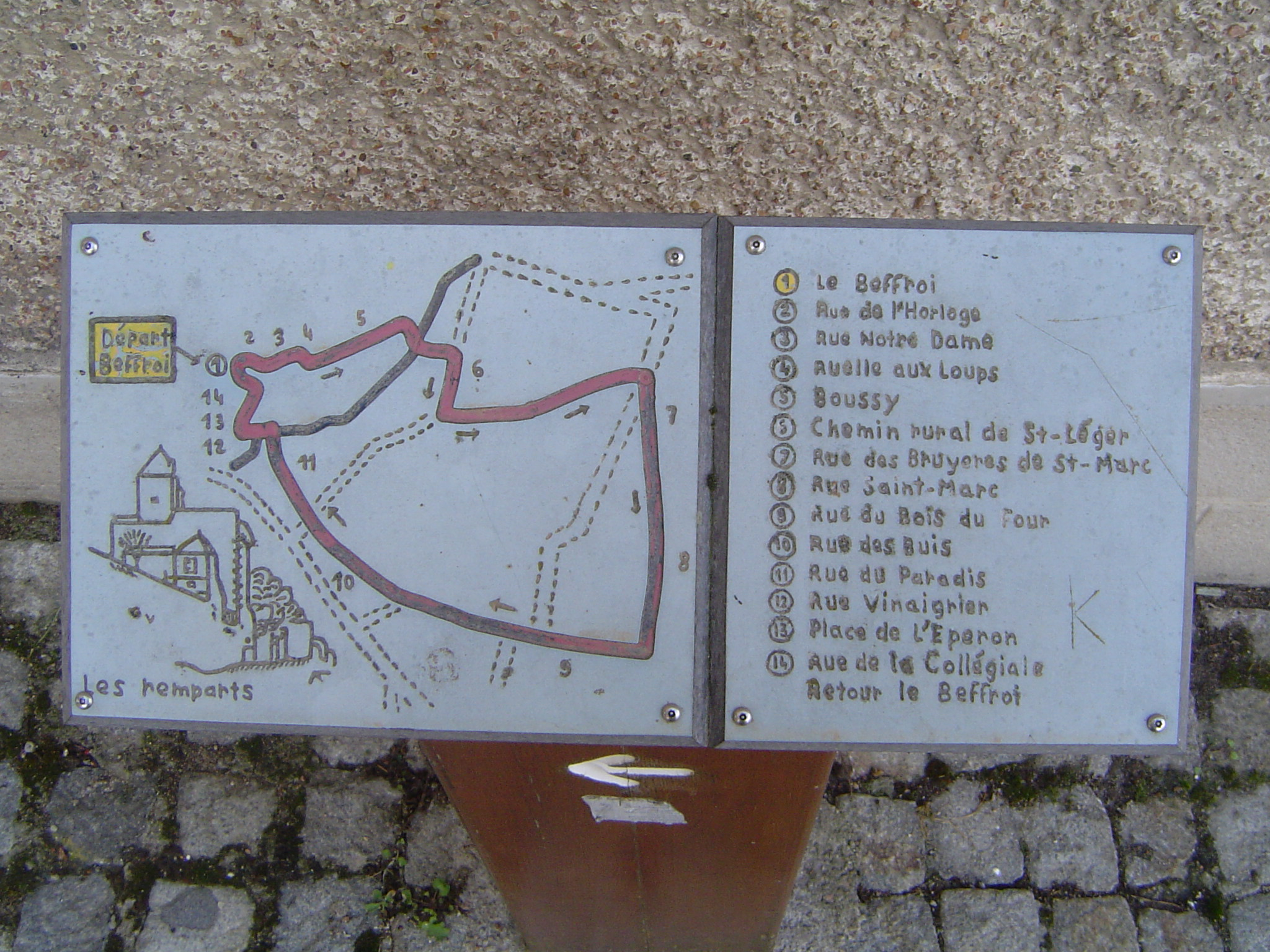
Die mittelalterliche Stadt

Die mittelalterliche Stadt liegt im südlichen Burgund. Im Grenzgebiet dreier Départements befindlich (Saône-et-Loire, Allier, Nièvre), ist die Stadt seit der Antike vor allem für ihre Thermalquellen bekannt, die seit den Tagen der alten Römer bis in die Gegenwart erfolgreich in der Rheumatherapie eingesetzt werden. Die antiken Thermen standen unter dem Schutz der gallischen Gottheiten Apollo Borvo und Damona.

## Nachbargemeinden
- im Kanton Bourbon-Lancy:
  - Chalmoux, Gilly-sur-Loire, Lesme, Maltat, Mont, Saint-Aubin-sur-Loire und Vitry-sur-Loire;
- im Kanton Chevagnes (Arrondissement Moulins, Département Allier, Region Auvergne-Rhône-Alpes):
  - Beaulon.

## Bevölkerungsentwicklung
| 1962 | 1968 | 1975 | 1982 | 1989 | 1999 | 2006 | 2019 |
| ---- | ---- | ---- | ---- | ---- | ---- | ---- | ---- |
| 6171 | 6263 | 6640 | 6507 | 6178 | 5634 | 5466 | 4713 |

## Wappen
Das Wappen der Stadt Bourbon-Lancy: Ein goldener Löwe auf Blau umgeben von acht gleichmäßig verteilten goldenen Muscheln.

## Museen
- Musée du Breuil (Archäologisches Museum)
- Musée municipal Saint-Nazaire (Stadtmuseum in der Alten Kirche Saint-Nazaire)
- Musée de la machine agricole (Museum für Landmaschinen)
- Musée des métiers du bois (Museum für forstwirtschaftliche Berufe)

## Kulturerbe
- Altstadt mit dem Uhrturm Beffroi
- Frühromanische Kirche Saint-Nazaire
- Stadtpfarrkirche Sacré-Coeur
- Kurviertel
- Glacière du Fourneau (Eiskeller)
- Schloss Puzenat (18. Jahrhundert)
- Schloss Sarrien (18. Jahrhundert, errichtet durch den Baron Dormy de Neuvy)

## Städtepartnerschaften
- Saarwellingen,  Saarland
- Stochov, Tschechien

## Persönlichkeiten
- Ferdinand Sarrien (1840–1915), Bürgermeister von Bourbon-Lancy, später als Senator abgeordnet (von 1876 bis 1915), sechs Mal Minister (zwischen 1885 und 1898) und Ratspräsident (Président du Conseil) (1906)
- Madame de Sévigné (1626–1696), verbrachte einen Kuraufenthalt in Bourbon-Lancy. Das Haus, in dem sie logierte, existiert noch heute in der Altstadt.
- Michel Laurent (* 1953), Radrennfahrer